# Білик Юрій Володимирович
Ю́рій Володи́мирович Бі́лик — старший солдат Збройних сил України.

## Життєпис
Працював на Дніпропетровському тракторному заводі водієм автонавантажувача, з дружиною виховують доньку та сина. У часі часткової мобілізації призваний до лав 93-ї окремої механізованої бригади.
У ніч проти 23 травня сепаратисти нали на блокпост поблизу селища Новотроїцького, для цього використали інкасаторську машину та автомобіль швидкої медичної допомоги. Терористи під'їхали до військовиків упритул і відкрили вогонь на ураження, друга група бойовиків почала штурм з іншого напрямку. Бій тривав 5 годин, ворога відкинуто. Солдат Юрій Білик знищив дві снайперські точки бандитів, однак зазнав осколкового поранення ноги, проте до останнього відмовлявся покидати блокпост, зробив це на наполегливі прохання бойових товаришів.
Прооперований у Дніпропетровському воєнному госпіталі, пройшов курс лікування та реабілітації, в липні 2014-го повернувся до своєї роти.

## Нагороди
20 червня 2014 року — за особисту мужність і героїзм, виявлені у захисті державного суверенітету та територіальної цілісності України, вірність військовій присязі під час російсько-української війни, відзначений — нагороджений орденом «За мужність» III ступеня.